# Arrondissement Châteauroux
Arrondissement Châteauroux (fr. Arrondissement de Châteauroux) je správní územní jednotka ležící v departementu Indre a regionu Centre-Val de Loire ve Francii. Člení se dále na 11 kantonů a 82 obce.

## Kantony
- Ardentes
- Argenton-sur-Creuse
- Buzançais
- Châteauroux-Centre
- Châteauroux-Est
- Châteauroux-Ouest
- Châteauroux-Sud
- Châtillon-sur-Indre
- Écueillé
- Levroux
- Valençay